# Scaphirhynchinae
Scaphirhynchinae là một phân họ Cá tầm với tổng cộng 02 chi có chứa 06 loài 

## Các chi
- Chi Scaphirhynchus Heckel, 1835 (Cá tầm mõm bai Bắc Mỹ)
  - Scaphirhynchus albus (Forbes & R. E. Richardson, 1905) (Cá tầm mõm bai trắng)
  - Scaphirhynchus platorynchus (Rafinesque, 1820) (Cá tầm mõm bai, cá tầm lưỡi cày)
  - Scaphirhynchus suttkusi J. D. Williams & Clemmer, 1991 (Cá tầm mõm bai Alabama)
- Chi Pseudoscaphirhynchus Nikolskii, 1900 (Cá tầm mõm bai Trung Á)
  - Pseudoscaphirhynchus fedtschenkoi (Kessler, 1872) (Cá tầm mõm bai Syr Darya, cá tầm thìa Syr Darya)
  - Pseudoscaphirhynchus hermanni (Kessler, 1877) (cá tầm mõm bai Amu Darya nhỏ, cá tầm thìa Amu Darya nhỏ)
  - Pseudoscaphirhynchus kaufmanni (Kessler, 1877) (cá tầm mõm bai Amu Darya lớn, cá tầm thìa Amu Darya lớn)